# دينيس رينو
دينيس رينو (بالفرنسية: Denis Renaud)‏ (20 سبتمبر 1974 نانت فرنسا - ) هو لاعب كرة قدم فرنسي يلعب كمدافع.

## روابط خارجية
- دينيس رينو على موقع قاعدة بيانات كرة القدم.إي يو (الإنجليزية)